# 蔡國珍
蔡國珍（1527年—1610年），字汝聘，號見麓，又號虬阿，江西奉新縣（今江西省奉新縣）人，明朝政治人物。諡恭靖。

## 生平
嘉靖三十四年（1555年），江西鄉試中舉二十三名。嘉靖三十五年（1556年）聯捷丙辰科会试三十六名，廷试二甲三十九名進士，兵部观政。時嚴嵩主國事，希望將同鄉蔡國珍招到門下，然而蔡國珍不應，乞求就職南京，擔任南京刑部主事，處理盜亂有功，四十年升郎中。四十一年调任吏部郎中，四十四年出為福建提學副使，因母喪去官。守喪期滿，不再出仕，居家二十年。
萬曆十年（1582年）張居正卒。朝廷重新起用人才，萬曆十四年，仍以故官涖福建，擔任提學副使。后升任湖廣右參政，分守辰沅，檄諭平定洞蠻叛亂。萬曆十五年，任四川按察使。萬曆十七年，任浙江布政使。萬曆十九年，以都察院右僉都御史提督操江。萬曆二十年，召為左副都御史。萬曆二十一年，歷任吏部右、左侍郎，與尚書孫鑨、陳有年審查官員政事，后擢南京吏部尚書。
萬曆二十四年（1596年），孫丕揚離任，神宗很久不廢除代任，致使吏部事務弛廢。內閣進言，推薦蔡國珍為吏部尚書，次年擔任。給事中戴士衡彈劾文選郎白所知貪贓，蔡國珍辨解，且求罷歸鄉，萬曆帝沒有批准。但久之，蔡國珍連續請求辭職，最終歸鄉。家居十三年后去世，享年84歲。贈太子太保，諡恭靖。

## 家族
曾祖蔡俯；祖父蔡鎮；父蔡熖，贈南京刑部主事；母李氏，封太安人。弟國瑛（生员）。

## 延伸阅读
[在维基数据编辑]
 《明史卷二百二十四》，出自《明史》